# Albrecht Huxer
Albrecht Huxer († 1456) war ein deutscher Fernkaufmann, Reeder und Bürgermeister der Rechtstadt Danzig von 1431 bis 1456.

## Leben
Albrecht war ein Sohn von Tideman Huxer, der später auch Bürgermeister von Danzig war.
1404 wurde er als Bürger in Danzig registriert, als Kaufmann und Reeder. 1413 wurde seine Absetzung als Schöffe erwähnt, 1418 wurde er wieder zum Schöffen ernannt. Seit 1422 war Albrecht Huxer Ratsherr und seit 1431 einer der vier Bürgermeister der Rechtstadt Danzig.
In seiner Amtszeit wurde er selten erwähnt, 1453 vertrat er die Interessen der Stadt Danzig und des Preußischen Bundes vor dem Hochmeister des Deutschen Ordens.
Albrecht Huxer war ein Stifter der Kartause Marienparadies bei Danzig.